# Гедрайтіс Станісловас Антанович
Станісловас Антанович Гедрайтіс (нар. 6 січня 1947, село Павашуокіс, тепер Молетського району Утенського повіту, Литва) — литовський і радянський державний діяч, секретар ЦК КП Литви. Депутат Верховної ради Литовської РСР 11-го скликання. Член Сейму Литовської Республіки (2008—2012).

## Життєпис
Народився в родині литовського військовика. Закінчив семирічну школу в селі Анталге Утенського району
У 1965 році закінчив Буйвидішський сільськогосподарський технікум Литовської РСР.
У 1965—1969 роках — зоотехнік колгоспу «Волунге» Алітуського району Литовської РСР.
Член КПРС з 1968 року.
З 1969 року — заступник голови, голова колгоспу «Дайнава» Алітуського району.
У 1971 році закінчив Литовську ветеринарну академію, здобув спеціалізацію зоотехніка.
З 1971 до 1972 року служив у Радянській армії.
У 1972—1977 роках — голова колгоспу «Дайнава» Алітуського району.
У 1977—1982 роках — голова виконавчого комітету Алітуської районної ради народних депутатів.
У 1981 році закінчив Ленінградську вищу партійну школу.
У 1982—1988 роках — 1-й секретар Мажейкяйського районного комітету КП Литви.
26 січня 1988 — 21 грудня 1989 року — секретар ЦК КП Литви.
У грудні 1989 року приєднався до Комуністичної партії Литви (на платформі КПРС).
З грудня 1989 до 1991 року — завідувач сільськогосподарського відділу ЦК КП Литви (КПРС).
Член Литовської соціал-демократичної партії з початку 1990-х років.
З 1992 до 2008 року керував фермою з органічного землеробства у Вільнюському районі Литви.
У 2004—2008 роках — директор державної установи «Європейський географічний центр» у Вільнюсі.
У 2008—2012 роках — член Сейму Литовської Республіки, обраний у Мажейкяйському виборчому окрузі. У Сеймі входив до парламентського клубу Литовської соціал-демократичної партії (ЛСДП).
З 2012 року — директор державної установи «Європейський географічний центр» у Вільнюсі.
Член Литовської соціал-демократичної робітничої партії.
У 2015—2017 роках — член Ради Вільнюського районного муніципалітету.